# Телелюйский сельсовет
Телелюйский сельсовет — сельское поселение в Грязинском районе Липецкой области Российской Федерации.
Административный центр — посёлок Прибытковский.

## История
Статус и границы сельского поселения установлены Законом Липецкой области от 23 сентября 2004 года № 126-ОЗ «Об установлении границ муниципальных образований Липецкой области»

## Население
| 2010  | 2012  | 2013  | 2014  | 2015  | 2016  | 2017  |
| ----- | ----- | ----- | ----- | ----- | ----- | ----- |
| 1469  | ↗1494 | ↗1501 | ↗1540 | ↗1549 | ↗1555 | ↗1560 |
| 2018  | 2021  |       |       |       |       |       |
| ↘1557 | ↗1599 |       |       |       |       |       |

## Состав сельского поселения
| № | Населённый пункт | Тип населённого пункта          | Население |
| - | ---------------- | ------------------------------- | --------- |
| 1 | Дубрава          | деревня                         | →4        |
| 2 | Красная Дубрава  | посёлок                         | ↗483      |
| 3 | Макрушина        | деревня                         | ↘33       |
| 4 | Прибытково       | железнодорожная станция         | ↗45       |
| 5 | Прибытковский    | посёлок, административный центр | ↗709      |
| 6 | Телелюй          | село                            | ↗284      |